# أحمد العلي
أحمد العلي هو شاعر من السعودية، يعمل في ترجمة الكتب الأدبيّة وتحريرها. وُلد في مدينة الظهران عام 1986. تخرّج مهندسًا من جامعة الملك فهد للبترول والمعادن في السعودية، ثم أنهى دراساته العليا في جامعة Pace University في مدينة نيويورك متخصّصًا في علوم النّشر، حيث خضع للتدريب خلال عام 2014-2015 في دار نشر Knopf تحت مظلّة Penguin Random House، وأشرف على تدريبه Sonny Mehta كبير محرري الدّار، كذلك درّسته مانويلا سوارس (Prof. Manuela Soares) مُحرّرة سلسلة هاري بوتر، وسلسلة توايلايت. حضر محاضرات أدبيّة ألقاها أورهان باموك، وتوني موريسون، ودريك والكوت، وجون آشبري، وبول أوستر، وآيان مكوين، وسلمان رشدي، ونعوم تشومسكي، وأليف شفاق، وآلبيرتو مانغويل و.ريتشارد دوكنز، وغيرهم. انتقل للعمل والعيش في مدينة الشارقة، الإمارات.

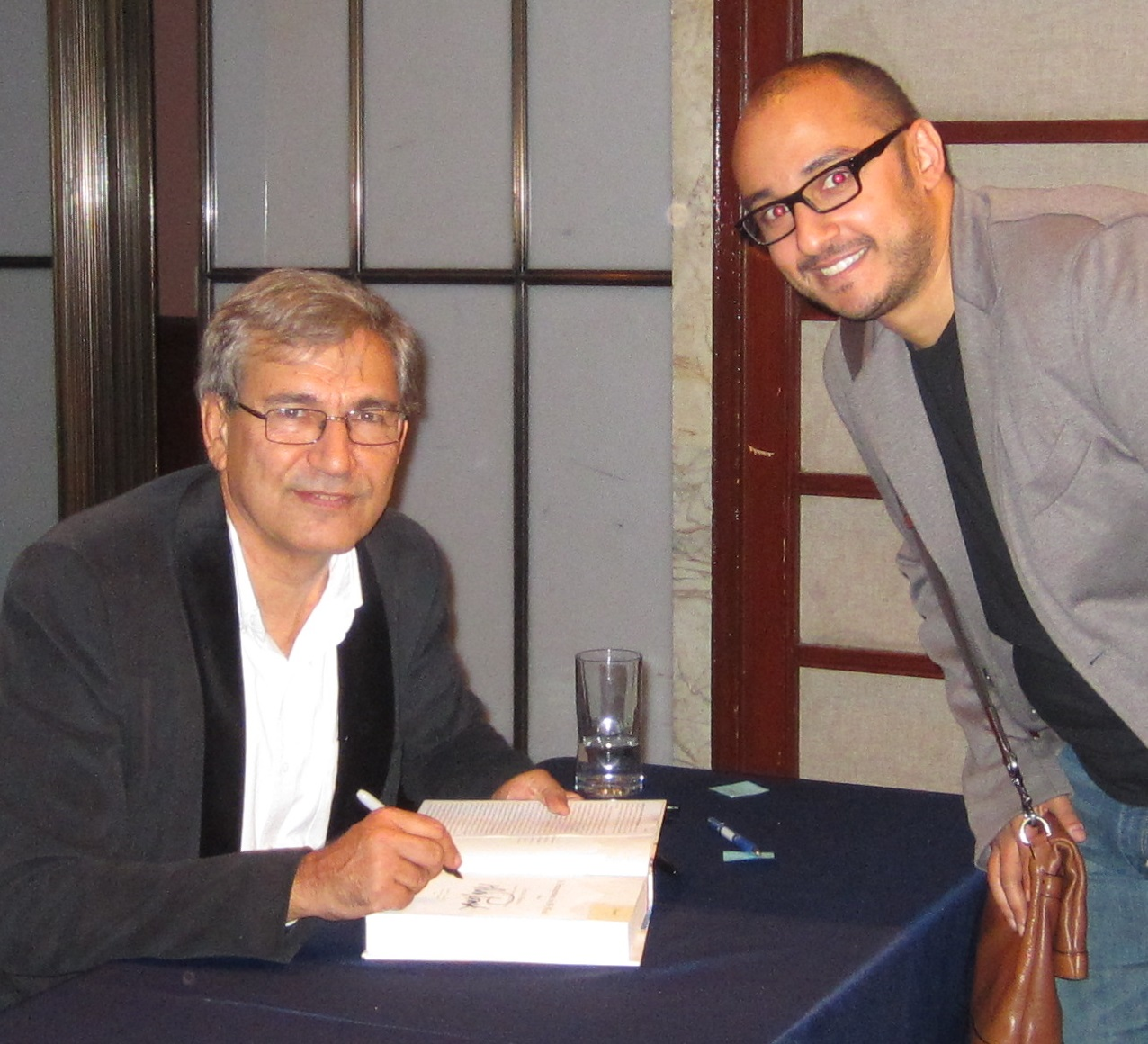
Ahmed Alali with Orhan Pamuk

## إصداراته

### المجموعات الشعرية
ألّف أربعة كتب شعريّة: «لافندر، أوتيل كاليفورنيا» (2016) ؛ و«كما يغنّي بوب مارلي» (2014)  الذي كان من أكثر الكتب مبيعًا في معرض الرياض الدولي للكتاب فور صدوره ؛ و«يجلس عاريًا أمام سكايب» (2013)  و«نهام الخليج الأخضر» (2010). كما أُدرجت نصوصه ضمن مجموعة مختارات من قصائد لشعراء سعوديين في كتاب «عشرون دقيقة»  وكتاب «ثلاثون شاعرًا - ثلاثون قصيدة».

### الكتب المترجمة

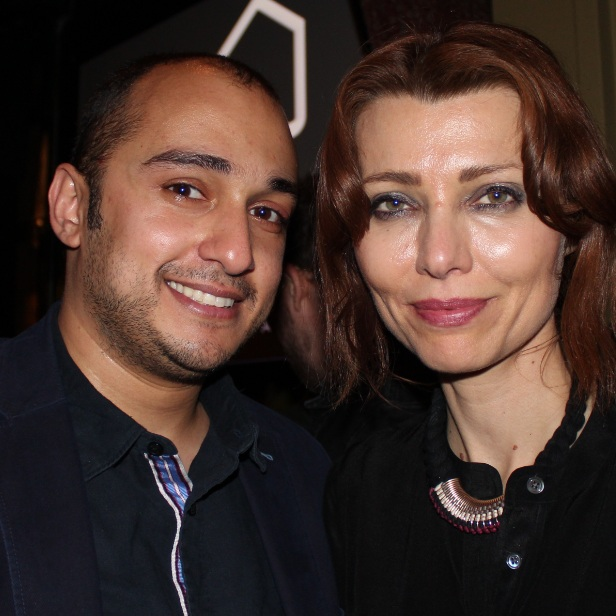
Ahmed Alali with Elif Shafaq

ترجم إلى العربيّة كتاب بول أوستر «اختراع العُزلة»  الذي كان من أكثر الكتب مبيعًا في معرض الرياض الدولي للكتاب عام 2016  ؛ وألف شفق «حليب أسود» الذي كان من أكثر الكتب مبيعًا في مكتبة جرير  ؛ وغراهام سويفت «أحد الأمومة»  ؛ ويلمار سودربيري «دكتور كلاس»  ؛ ومارغريت آتوود «حكاية الجارية»؛ وآيان مكيوان «الارتياح للغرباء»؛ ونعومي شهاب ناي «يرى النّحلُ وجهك وردةً غريبة: صندوق الموسيقى»  ؛ ومختارات من الشعر الصوفي بعنوان «أصوات الطبول البعيدة». كما شارك في ترجمة كتابي «الزن في فن الكتابة»  و«لماذا نكتب».

### تحرير الكتب والمجلات
جمع خلال ثلاثة أعوام الأعمال المقاليّة للأديب محمد العلي من الأرشيف الورقيّ لصحيفة اليوم وجريدة الرياض ومجلّة الشّرق وجريدة الجزيرة وجريدة عكاظ وصحيفة القبس الكويتية وجريدة الحياة اللندنيّة. وقد صدرت في خمسة كتب: «هموم الضوء» (2011)؛ «درس البحر» (2011)؛ «حلقات أولمبيّة» (2013)؛ «نمو المفاهيم» (2013)؛ «البئر المستحيلة» (2013). أصدر للأديب نفسه أيضًا الكتاب الإشكالي «لا أحد في البيت» (2015)  الذي حوى مختارات محرّرة بطريقة جديدة لأشعاره، وذلك بمناسبة الاحتفاء الذي أقامه بيت الشعر في جمعية الثقافة والفنون بالدمام عام 2015.
حرّر وأدار مع علي الدميني مجلّة «غصون» الإلكترونية التابعة لموقع منبر الحوار والإبداع (2009-2011)، والتي اهتمّت بتعزيز ثقافة العدالة والحرية والديمقراطية وحقوق الإنسان في السعودية.
يُشرف على إصدارات دار روايات التابعة لمجموعة كلمات في الشارقة. ومن بين الترجمات التي دفعها إلى السّاحة: ترومان كابوتي «بدم بارد»؛ جيمس بالدوين «غرفة جيوفاني»؛ ريموند كارفر «عمّ نتحدث حين نتحدث عن الحب»؛ بوب ديلان «أخبار الأيام»؛ جوليان بارنز «الإحساس بالنهاية»؛ آيان مكوين «الفناء الإسمنتي»؛ غراهام سويفت «الطلب الأخير».
قام أيضًا بتحرير رواية بدرية البشر «زائرات الخميس» التي صودرَت من نقاط البيع في السعودية ومنعتها وزارة الثقافة والإعلام بعد فسحها بعام.

## نشاطاته
دُعي للمشاركة في فعاليّة «الأدب العربي المترجم» في معرض لندن للكتاب 2020؛ ومهرجان «هاي أبوظبي» 2019 في محاضرة «مستقبل الأدب»؛ ومهرجان «ربيع الثقافة» البحرين 2019 في أمسية شعرية؛ و«مهرجان طيران الإمارات للآداب» دبي 2021 في جلسة «المترجمون إلى العالمية». شارك في تحكيم وتنظيم ورشة «ترجِم» بالتعاون مع المجلس الثقافي البريطاني و«نيور رايتنغ نورث» الشارقة 2020؛ وبرنامج «خلوة الكتابة» بالتعاون مع لجنة الشارقة عاصمة عالمية للكتاب ومبادرة ألف عنوان وعنوان 2020؛ وجائزة اتصالات للكتاب في الشارقة 2020. وشارك في تحرير الكتب الصادرة بمناسبة حصول الشارقة على لقب العاصمة العالمية للكتاب 2019.

## قيل عنه
«أحمد العلي تجربة استثنائية ليس في المشهد الثقافي السعودي بل العربي. يكاد يلامس الثلاثين ولديه خمسة عشرة كتابا موقعة باسمه» الصحافي علي سعيد 
«يعدّ أحمد العلي شاعراً متجدداً في قاموسه وفي ابتكار الأسئلة...» القاص والصحافي حسين الجفال.
«عندما نتوقف مع الشاعر والمترجم السعودي أحمد العلي فإننا أمام نهر طازج ينبت عشبا على ضفافه دون أن يتلفّت إلى الخلف. هكذا يفتح العلي أبواب الثلاثين ربيعا من عمره مخلفا وراءه مجموعة من التجارب الشعرية، والترجمات الأدبية، بالإضافة إلى جمعه لإرث عمه الأديب محمد العلي الثقافي...» الشاعر والصحافي زكي الصدير.
«يأتي محملا بفوح مختلف ضمن حقل القصيدة الجديدة في السعودية (...) ينأى عن مواقع يريد أن يقطع معها ويصنع أفقه الخاص» الشاعر والناقد عبد الله السفر.
«أحمد العلي يكتب نصه وكأنه لا يصر عليه، لا يرمي نفسه كاملا في بحره، إلا بقدر ما تأمره حياته بذلك أو بطريقة أخرى ما يشير إليه الجسد أنْ أفعلْ. تابعته منذ صدور مجموعته الأولى «نهام الخليج الأخضر» إلى الثانية «يجلس عاريا أمام سكايب» إلى عمله الأخير الصادر توا من دار طوى «كما يغني بوب مارلي_ دليل التائهين إلى نيويورك». في كل عبور له من نصّ إلى آخر، من جسر إلى آخر، كان لا يعني نصه سوى أن يصعد من حواسه ويكثفها، ويفتح عملها على آخر ما تستطيع أن تقوم به من حركة وسرعة ونمو. عمله الأخير يشي بذلك، نص بصره حاد، يخترق اللحظة والذاكرة دون أن تلغي إحداهما الأخرى» الشاعر والناقد محمد الحرز.
«إنّ الاختيار الواعي للشاعر يعبِّر عن نفسه عبر اختيار قصيدة النثر التي تناوش الساكن وتتمرد على ثبات المفاهيم، وعبر إعلان اختيار مفهوم للشعر يتسق مع الرؤية الفردية ووعي العالم» الدكتورة ميساء خواجة.
«يشير إلى وعي بالإرث الثقيل وبأهمية الدور الذي ينوء به [الشّاعر]، مع انعكاس واضح لقلق تأثر كبير يقوم منذ البداية على نيّة الاختلاف» الدكتورة فاطمة الوهيبي.

## آراؤه
من خلال مقابلته في برنامج «أبعاد ثقافية» على قناة سما دبي، والمحاضرة التي ألقاها في برنامج إثراء المعرفة iReadAward تحت مظلّة أرامكو السعودية، يرى أن الشّعر والترجمة لا يمكن فصلهما إن أردنا التحديث في كلا المجالين. لابدّ للشعر العربي أن يستفيد من آداب العالم من حوله استفادته من التراث كي يجدّد قاموسه اللغوي ورؤاه الجماليّة ويبتكر المُغايرَة، فهذا ما فعله كبار شعراء القرن العشرين مثل السيّاب وأدونيس وسعدي يوسف وبسام حجار وسركون بولص. ولابدّ أيضًا للترجمة أن تستفيد من عشق الشّاعر للغته ورؤيته المغايرة للكتابة والأدب، ما يعني انتقاء الكتب التي تُترجَم من مكتبة العالم الهائلة بشروط المغايرة والاختلاف والإضافة إلى المكتبة العربية، لا الأكثر مبيعًا أو انتشارًا.